# Bennrath
Bennrath ist ein Ortsteil der Gemeinde Much.

## Lage
Bennrath liegt auf den Hängen des Bergischen Landes. Es ist über die Landesstraßen 189 und 352 erreichbar. Nachbarorte sind Wiese im Nordosten, Wohlfarth im Osten und Kreuzkapelle im Westen.

## Einwohner
1821 zählte das Dorf 39 Einwohner.
1901 war Bennrath ein Weiler mit 62 Einwohnern. Hier lebten die Haushalte Ackerer Gerhard Wilhelm Franken, Ackerin Witwe Heinrich Fuhrbach, Ackerer Joh. Josef Haas, die Ackerer Joh. Peter und Philipp Höller, Hausierer Joh. Müller, Schuster Joh. Peter Müller, Ackerin Witwe Peter Müller, Ackerer Joh. M. Zimmermann, Uhrmacher Peter Josef Zimmermann.